# Natalja Levtsjenkova
Natalja Viktorovna Levtsjenkova (Russisch: Наталья Викторовна Левченкова) (Smolensk, 30 juli 1977) is een Russisch en Moldavisch voormalig biatlete. Ze vertegenwoordigde Moldavië op de biatlon op de Olympische Winterspelen 2006 in Turijn en de Olympische Winterspelen 2010 in Vancouver. 

## Resultaten

### Olympische Winterspelen
| Jaar | Plaats    | Resultaten                                                                            |
| ---- | --------- | ------------------------------------------------------------------------------------- |
| 2006 | Turijn    | 41e 7,5 km sprint 23e 10 km achtervolging 8e 15 km individueel 21e 12,5 km massastart |
| 2010 | Vancouver | 53e 7,5 km sprint 56e 10 km achtervolging 37e 15 km individueel                       |

### Wereldkampioenschappen
| Jaar | Plaats      | Resultaten                                                                             |
| ---- | ----------- | -------------------------------------------------------------------------------------- |
| 2005 | Hochfilzen  | 27e 7,5 km sprint 11e 10 km achtervolging 24e 12,5 km massastart 13e 15 km individueel |
| 2008 | Östersund   | 44e 7,5 km sprint 42e 10 km achtervolging 23e 12,5 km massastart 8e 15 km individueel  |
| 2009 | Pyeongchang | 43e 7,5 km sprint 8e 10 km achtervolging 25e 12,5 km massastart 18e 15 km individueel  |

### Wereldbeker
Eindklasseringen
| Seizoen   | Algemeen | Individueel | Sprint | Achtervolging | Massastart |
| --------- | -------- | ----------- | ------ | ------------- | ---------- |
| 2004/2005 | 42e      |             |        |               |            |
| 2005/2006 | 33e      |             |        |               |            |
| 2007/2008 | 41e      |             |        |               |            |
| 2008/2009 | 20e      |             |        |               |            |
| 2009/2010 | 42e      |             |        |               |            |